# Volkram Zschiesche
Volkram Zschiesche (* 1979 in Coburg) ist ein deutscher Schauspieler.

## Leben
Volkram Zschiesche, Sohn einer Philippinin und eines Deutschen, verbrachte seine Kindheit in Tokio und Seoul. Als die Familie nach Deutschland zurückkehrte, kam er im Alter von zwölf Jahren nach Stuttgart, wo er am Hölderlin-Gymnasium Stuttgart sein Abitur ablegte. Er wollte ursprünglich Medizin studieren, entschied sich aber dann für die Schauspielerei.
2004 begann er eine Schauspielausbildung am Europäischen Theaterinstitut in Berlin. Sein Schauspielstudium absolvierte er anschließend von 2005 bis 2009 in Potsdam an der heutigen Filmuniversität Babelsberg „Konrad Wolf“ in der Medienstadt Babelsberg. Sein erstes Engagement erhielt er am Theater Ulm, wo er von 2009 bis 2013 für vier Spielzeiten festes Ensemblemitglied am Schauspiel war. Zu seinen Ulmer Rollen gehörten u. a. der Feldherr Talbot in Die Jungfrau von Orleans, der Tambourmajor in Woyzeck, Jason in Medea, der Hamlet, der Klosterbruder in Nathan der Weise, der saxofonspielende SS-Mann Kittel in Ghetto von Joshua Sobol und Estragon in Warten auf Godot.
Am Ulmer Theater wirkte er auch in mehreren Musical-Produktionen mit. Er sang die gefräßige Pflanze Audrey in Der kleine Horrorladen (2009–2010), verkörperte den Schönling Rocky in der Rocky Horror Show (2010–2011), stand als Saxophonspieler Joe („Josephine“) im Musical Sugar (2011–2012) auf der Bühne und war der Claude in Hair (2012–2013). Das Musical Hair war Zschiesches letzte Neuinszenierung, bevor er im Sommer 2013 das Ulmer Theater verließ, um sich verstärkt Jugendtheaterprojekten und der Filmarbeit zu widmen. Seither arbeitet er als freiberuflicher Film- und Fernsehdarsteller und Sprecher.
Zschiesche wirkte mittlerweile in über 30 Film- und Fernsehproduktionen mit. Er war in mehreren Independent- und Berliner Low-Budget-Produktionen zu sehen.
Im Kölner Tatort: Freddy tanzt (Erstausstrahlung: Februar 2015) spielte Zschiesche, an der Seite von Klaus J. Behrendt und Dietmär Bär, den Börsenmakler und arroganten Banker Tobias Krenz. In der 11. Staffel der österreichischen TV-Serie SOKO Donau (2015) hatte Zschiesche eine der Episodenrollen als tatverdächtiger Security-Mitarbeiter und Leibwächter Anton Drewrysky. Im Kieler Tatort: Borowski und das Glück der Anderen (Erstausstrahlung: März 2019) war er als „liebender Ehemann“ Thomas Dell das Mordopfer.
Zschiesche realisierte mehrere Jugendtheaterprojekte und leitete Selbsterfahrungs-Workshops für Jugendliche. Seit mehreren Jahren inszeniert er außerdem das Abschluss-Theaterstück der 12. Klasse der Waldorfschule in Ulm. Er arbeitet neben seiner Tätigkeit als Schauspieler auch als Schauspielcoach und Schauspieltrainer.
2020 sprach er die Rolle des Vitali im Hörspiel Video-Integrator. In Thomas Plums Krimi-Hörspiel, dem Zweiteiler Blaues Herz, sprach er 2021 den Michael Sturm.
Zu seinen Hobbys gehören Kampfkunst und Martial Arts. Mit Freunden realisierte er eigene Martial-Arts-Filme. Er wirkte in Martial-Arts-Kurzfilmen mit und arbeitete als Martial-Arts-Choreograph.
Zschiesche lebt seit 2014 in Berlin. Er arbeitet in Berlin und regelmäßig immer wieder auch in Ulm.

## Filmografie (Auswahl)
- 2005: Helena – Die anderen Leben
- 2005: Kampfansage – Der letzte Schüler
- 2009: Lange Nacht
- 2010: Barriere
- 2015: One Million K(l)icks
- 2015: Tatort: Freddy tanzt (Fernsehreihe)
- 2015: Homeland (Fernsehserie)
- 2015: Hitman: Agent 47
- 2015: SOKO Donau: Gewissenlos (Fernsehserie, eine Folge)
- 2015: Hitler’s Space Rocket
- 2016: Alarm für Cobra 11 – Die Autobahnpolizei: Kriegsbeute (Fernsehserie, eine Folge)
- 2016: Erwartungen
- 2017: Immigration Game
- 2018: Lux – Krieger des Lichts
- 2018: Landrauschen
- 2018: Ronny und Klaid
- 2018: Verschwörung (The Girl in the Spider´s Web)
- 2019: 3 Engel für Charlie (Charlie’s Angels)
- 2019: Tatort: Borowski und das Glück der Anderen (Fernsehreihe)